# Michel Chassang
Pour les articles homonymes, voir Chassang.
Michel Chassang, né en 1956 à Saint-Flour, est un médecin français.
Il est vice-président du Conseil économique, social et environnemental (CESE) et président de la Société de groupe d'Assurance mutuelle (SGAM) AG2R La Mondiale.
Président d'honneur de la Confédération des syndicats médicaux français (CSMF) et de l'Union nationale des professions libérales (UNAPL).

## Biographie

### Parcours professionnel
Après un doctorat de médecine en 1984 à la faculté de médecine de Toulouse, il s'installe comme médecin généraliste à Mauriac dans un cabinet de groupe, puis successivement à Aurillac et à Clermont-Ferrand.
Il est membre du Conseil économique, social et environnemental de 2015-2020 puis pour un deuxième mandat pour la période 2021-2026, au titre des professions libérales. Il est membre du groupe de l'Artisanat et des Professions libérales et siège au Bureau du CESE dans lequel il est vice-président chargé de la « subrogation et des partenariats institutionnels. »

### Parcours syndical
- 2016-2019 : 2e vice-président de l'Union des entreprises de proximité (U2P)
- 2013-2019 : président de l'Union nationale des professions libérales (UNAPL)
- 2002-2014 : président de la Confédération des syndicats médicaux français (CSMF)
- 1993-2002 : président de l’Union nationale des omnipraticiens français (UNOF), la branche médecins de famille de la CSMF
- 1991-1993 : vice-président de l'UNOF, représentant la région Auvergne
- 1990-1993 : membre du comité directeur de l'UNOF
- 1986-2002 : président du Syndicat des médecins du Cantal (CSMF)

### Fonctions nominatives et électives
- 2005-2014 : vice-président de l'Union nationale des professionnels de santé (UNPS)
- 2005-2014 : président de la Commission paritaire nationale de la convention médicale (CPN)
- 2004-2014 : membre du Haut Conseil pour l'avenir de l'Assurance maladie
- 2002-2007 : vice-président du Centre national des professions de santé (CNPS)
- 2007-2013 : président du Centre national des professions de santé (CNPS)
- 2002-2014 et depuis 2017 : membre de la Commission des comptes de la Sécurité sociale
- 2002-2014 : membre de la Commission des comptes de la santé
- 1999-2002 : membre titulaire de la Commission nationale de la nomenclature des actes professionnels
- 1996-2014 et depuis 2017 : membre de la Conférence nationale de santé
- 1994-1997 : secrétaire général de l'Association de gestion conventionnelle médicale (A.GE.CO.MED.)
- 2015-2021 : administrateur de LCL et président du Comité des Nominations
- Depuis 2017 : administrateur de La Mondiale AG2R
- Depuis 2020 : membre du Bureau de la Sommitale d'AG2R-La Mondiale
- Depuis 2020 : membre du Bureau de AG2R-Prévoyance
- Depuis 2020 : président de l'Association du Groupe Interprofessionnel des Représentants Employeurs d’AG2R-La Mondiale
- Depuis 2017 : administrateur du Conseil national du sida et des hépatites virales

## Publications et contributions
- Qu'est-ce que la CSMF ?, Éditions L'Archipel,
- Contributions à la réforme de l'Assurance maladie
- Directeur de la publication du Médecin de France, journal de la CSMF, de 2002 à 2014
- Nombreux articles dans le domaine de la santé dans la presse générale et médicale, depuis 1993
- Co-rapporteur de l'avis du CESE sur les Maladies chroniques en 2019
- Rapporteur de l'avis du CESE sur la prévention de la perte d'autonomie liée au vieillissement en 2023

## Décorations
- Officier de l'ordre national du Mérite, il est fait officier par décret du 14 novembre 2011[2] ;
- Officier de la Légion d'honneur (2023)[3],  chevalier (2006)[4].